# 小小的詩
《小小的詩》（日語：小さな詩）是日本女子樂團MARIA的首張單曲。2006年3月8日由Sony Music Records（日本索尼音樂娛樂）發行。

## 解說
《小小的詩》是由前女子偶像樂團ZONE的貝斯手MAIKO（本名舞衣子）於樂團解散之後，另外組成新的女子樂團MARIA發行的出道單曲。同名標題曲曾在2005年11月被東京電視台電視動畫《烘焙王》選為第54話至第69話（最終話）的片頭主題曲使用。後來，同名標題曲後來在MARIA她們的首張專輯《You Go！～We are MARIA～》收錄，2007年6月20日發行。
販售形式有初回限定生產盤和通常盤共兩種。初回限定生產盤有附贈同名單曲PV的DVD，至於通常盤附贈標誌貼紙。

## 收錄歌曲

### 通常盤
所有歌曲由舞衣子作詞，TATTSU作曲，編曲
1. 小小的詩（小さな詩）
  - 東京電視台電視動畫《烘焙王》片頭主題曲
2. 空 ～～
3. 小小的詩（小さな詩） <Instrumental>

### 初回限定生産盤
CD
1. 小小的詩（小さな詩）
2. 空 ～～
3. 小小的詩（小さな詩） <Instrumental>

DVD
1. 「小小的詩」MUSIC VIDEO